# Волянська Лілея Олегівна
Лілея Олегівна Воля́нська (нар. 28 червня 1945, Падерборн) — канадська співачка (сопрано), художниця, мистецтвознавець і педагог українського походження. Дочка Олега-Мирослава, сестра Богдани, онука Павла Волянських.

## Біографія
Народилася 28 червня 1945 року в місті Падерборні (Німеччина). 1967 року закінчила коледж, а 1971 року університет у Нью-Йорку, де здобула художню й мистецтвознавчу освіту; 1979 року закінчила Альбертський університет, здобувши педагогічну освіту; 1984 року закінчила курси диригентів при Українському музичному товаристві в Альберті (клас Володимира Колесника). Співу навчалась приватно у М. Слов'янської (Нью-Йорк) та Доментія Березенця, а також протягом 1984—1989 років в Альбертській консерваторії в Едмонтоні (клас Д. Астора і Л. Петрілло); протягом 1991—1992 років стажувалася в Київській консерваторії.
Артистичну діяльність розпочала 1974 року концертами в Оттаві, Торонто та Нью-Йорку. Виступала у складі Торонтської української оперної компанії, української збірної оперної трупи під керівництвом Володимира Колесника (Торонто, Едмонтон). З 1990 року гастролювала з концертами в Києві, Харкові, Львові.

## Творчість
У репертуарі романси Бориса Лятошинського, Миколи Лисенка, Василя Барвінського, Станіслава Людкевича, Остапа Нижанківського, а також сольні партії у творах українських композиторів діаспори (літургія «Тисячоліття» Юрія Фіали, ораторія «Неофіти» Мар'яна Кузана). Записала три аудіокасети за творами українських композиторів (у 1989 році та дві у 1991 році).
На сцені Київського театру опери та балету виконала партії:
- Наталка («Наталка Полтавка» Миколи Лисенка);
- Оксана («Запорожець за Дунаєм» Семена Гулака-Артемовського);
- Катря («Наймичка» Михайла Вериківського).

У 1972 році виконала розпис іконостаса в церкві Непорочного зачаття у Сан-Франциско; розписала низку громадських споруд в Едмонтоні.
Авторка низки посібників для педагогів та учнів україно-англійських шкіл в Канаді.